# Ardulfurataini Watan
"Ardulfurataini Watan" (Țara celor două râuri) a fost până în 2004 imnul național al Irakului. Imnul a fost adoptat în 1981, fiind scris de Shafiq Abdul Jabar Al-Kamali pe muzica lui Walid Georges Gholmieh.

## Transcrierea
Watanun Medde Alalufqui Janaha
Warteda Majdalkadarati Wisha
Burikat Ardulfurataini Watan
Abqariyyalmajd Azmen Wa Samaha Wata ha.
Hathihil-ardu Lehibun Wa Sana
Wa Shumukhum La Tudanini Sama
Jabalun Yesmu Ala Hamil-duna
Wa Suhulun Jassadat Fina-l-iba
Babilun Fina Wa Ashourun Lena
Wa Bina-l-tarikhu Yakhdallu Dia
Nahnu Fin-nasi Jamana Wahduna
Ghadbat As-sayfi Wa Hilm Al-anbiya.
Ya Saraya Al-bathi Ya Usde-l-arin
Ya Shumukh Al-izzi Wal-majd It-talid
Izahafi Kal-hawli Lin-nasri-l-mubin
Wab Athi Fi Ardina Ahda-r-rashid
Nahnu Jeel-ul-bathli Fajru-l-kadihin
Ya Rihab Al-majd Udna Min Jadid
Ummatun Nabni Bi Azmin La Yalim
Wa Shahidun Yaqatfi Khatwa Shahid.
Shatuna-l-jabbar Zahwun Wantilaq
Wa Qila Al-izzi Yebniba Al-rifag
Dumta Lil-urbi Malathan Ya Irak
Wa Shumusan Tajalu-l-layla Sabaha.

## Traducerea în limba română
O țară mamă care și-a întins aripile peste orizont,
Și îmbracă gloria civilizației ca veșmânt -
Binecuvântat fie tărâmul celor două râuri,
O țară a determinării glorioase și a toleranței.